# 2,4-Dimethylpentan-3-on
2,4-Dimethylpentan-3-on (Diisopropylketon) ist eine chemische Verbindung aus der Gruppe der Alkanone.

## Gewinnung und Darstellung
2,4-Dimethylpentan-3-on kann durch Überleitung von 2,2,4-Trimethyl-1,3-pentandiol über einen Aluminiumoxid-Katalysator gewonnen werden.
2,4-Dimethylpentan-3-on entsteht auch durch Oxidation des entsprechenden sekundären Carbinols, das ein wichtiges Nebenprodukt von Methanol ist.
Es kann auch aus Isobuttersäure und durch die Reaktion von Natriumamid und Iodmethan mit Aceton, Methylethylketon, Diethylketon und Methylisopropylketon hergestellt werden.

## Eigenschaften
2,4-Dimethylpentan-3-on ist eine leicht entzündbare farblose Flüssigkeit mit acetonähnlichem Geruch, die schwer löslich in Wasser ist.

## Verwendung
2,4-Dimethylpentan-3-on wird als Zwischenprodukt zur Herstellung von α-Arylketonen und in Grignard-Reaktionen eingesetzt.

## Sicherheitshinweise
Die Dämpfe von 2,4-Dimethylpentan-3-on können mit Luft ein explosionsfähiges Gemisch (Flammpunkt 18 °C, Zündtemperatur 478 °C) bilden.